# Epicopeiidae
Famille
Les Epicopeiidae sont une famille de lépidoptères (papillons) de la super-famille des Geometroidea. Elle regroupe 10 genres et environ 25 espèces,,, originaires de l'Indomalais et de l'Est du Paléarctique.

## Morphologie et mimétisme
Les papillons de cette famille montrent une grande variété dans leur silhouette et leur ornementation, et sont impliqués dans des anneaux de mimétisme : leur apparence imite celle de papillons d'autres familles, par exemple certains Papilionidae orientaux.

## Liste des genres
- Amana Walker, 1855
- Burmeia Minet, 2002
- Chatamla Moore, 1881
- Deuveia Minet, 2002
- Epicopeia Westwood, 1841
- Nossa Kirby, 1892
- Mimaporia Wei & Yen, 2017[2]
- Parabraxas Leech, 1897
- Psychostrophia Butler, 1877
- Schistomitra Butler, 1881